# Liste der Kulturdenkmale in Tangermünde
In der Liste der Kulturdenkmale in Tangermünde sind alle  Kulturdenkmale der Gemeinde Tangermünde und ihrer Ortsteile aufgelistet. Grundlage ist das Denkmalverzeichnis des Landes Sachsen-Anhalt, das auf Basis des Denkmalschutzgesetzes des Landes Sachsen-Anhalt vom 21. Oktober 1991 durch das Landesamt für Denkmalpflege und Archäologie Sachsen-Anhalt erstellt und seither laufend ergänzt wurde (Stand: 31. Dezember 2022).

## Kulturdenkmale nach Ortsteilen

### Tangermünde
| Lage | Bezeichnung                           | Beschreibung | Erfassungs- nummer | Ausweisungsart               | Bild                                  |
| --- | ------------------------------------- | --- | ------------------ | ---------------------------- | ------------------------------------- |
| (Karte) | Silhouette                            | Silhouette | 094 75792          | Baudenkmal                   | BW                                    |
| Altstadt (Karte) | Stadtbefestigung                      | Befestigungszug | 094 18319          | Baudenkmal                   | Stadtbefestigung                      |
| südlich zwischen Steigberg und Südwestecke der Stadtmauer (Karte) | Stadtmauerturm                        | Putinnen | 094 09886          | Baudenkmal                   | Stadtmauerturm                        |
| Nordwestecke der Stadtmauer (Karte) | Stadtmauerturm                        | Schrotturm | 094 09992          | Baudenkmal                   | Weitere Bilder                        |
| elbseitige Mauer zwischen Roßpforte und Putinnen (Karte) | Stadtmauerturm                        | Steigberg | 094 15908          | Baudenkmal                   | Stadtmauerturm                        |
| Am Neustädter Platz (Karte) | Neustädter Tor                        | Stendaler Tor (Neustädter Tor) | 094 18322          | Baudenkmal                   | Weitere Bilder                        |
| Roßfurt (Karte) | Stadttor                              | Roßpforte, Elbtor, Wassertor | 094 76372          | Baudenkmal                   | Weitere Bilder                        |
| Albrechtstraße 11 (Karte) | Wohnhaus                              | Wohnhaus | 094 76680          | Baudenkmal                   | Wohnhaus                              |
| Albrechtstraße 11, 12, 13, 14, 20, 21, 23/24 (Karte) | Straßenzug                            | | 094 76679          | Denkmalbereich               | Straßenzug                            |
| Albrechtstraße 21 (Karte) | Wohnhaus                              | Wohnhaus | 094 76681          | Baudenkmal                   | Wohnhaus                              |
| Albrechtstraße 23/24 (Karte) | Wohnhaus                              | | 094 76682          | Baudenkmal                   | Wohnhaus                              |
| Am Hafen (Karte) | Speicher                              | | 094 75791          | Baudenkmal                   | Speicher                              |
| Am Hafen, Am Neustädter Platz (Klosterberg), Burgberg (mit Burgmauer, Burgtor, Kanzlei, Kapitelturm, Torturm und Denkmälern für Kaiser Karl IV. und Kurfürst Friedrich I.), Grete-Minde-Straße 2–8, Hünerdorfer Straße 1–33, 69–106, Kirchstraße 1–72, Kleine Fischerstraße 1–15, Lange Fischerstraße 1–61, Lange Straße 1–80, Langer Hals 1–4, Lehrerstraße 1–5, Markt (mit Rathaus) 1–3, Mauerstraße 1–32, 32a, Neue Straße 1–58, Notpforte 1, 1a, 2, 2a, Pfarrhof 1–7, Reuterstraße 1–4, Roßpforte (mit Roßfurt), Schäferstraße 1–23, Schloßfreiheit 1–6, Stendaler Straße 55–73, Töpferstraße 1–13, Zollensteig 1–20 (Karte) | Altstadt                              | | 094 75321          | Denkmalbereich               | Altstadt                              |
| Am Neustädter Platz 1, 2, 3, Klosterberg (Karte) | Kloster                               | Dominikanerkloster (Paulinerkloster) | 094 18321          | Baudenkmal                   | Kloster                               |
| Amt 1, 2, Schloßfreiheit im Anschluß an das östliche Ende der Schloßfreiheit (Karte) | Burg Tangermünde                      | Burg | 094 18323          | Baudenkmal                   | Weitere Bilder                        |
| Amt, Schloßfreiheit (Karte) | Garten                                | Garten | 094 18323 001      | Teilobjekt eines Baudenkmals | BW                                    |
| Arneburger Straße 1, 2, 3, 4, 5, 6, 7, 8, 9, 10, 11, 12, 13, 14, 15, 16, 17 Blöcke I–IV (Karte) | Siedlung                              | Meyersche Höfe | 094 75718          | Baudenkmal                   | BW                                    |
| Arneburger Straße 118 (Karte) | Kirche                                | Katholische Dreifaltigkeitskirche, 1924–26 nach Plänen des Dombaumeisters Kurt Matern erbaut.                                                      | 094 76684          | Baudenkmal                   | Weitere Bilder                        |
| Arneburger Straße 119 (Karte) | Villa                                 | Villa | 094 75720          | Baudenkmal                   | Villa                                 |
| Arneburger Straße 37 (Karte) | Bürogebäude                           | | 094 75719          | Baudenkmal                   | Bürogebäude                           |
| Arneburger Straße 37 (Karte) | Villa                                 | | 094 75983          | Baudenkmal                   | Villa                                 |
| Breite Straße 12 (Karte) | Wohnhaus                              | Wohnhaus | 094 75284          | Baudenkmal                   | Wohnhaus                              |
| Brunnenstraße 5 (Karte) | Wohnhaus                              | | 094 75285          | Baudenkmal                   | BW                                    |
| Ernst-Drong-Straße 25, 26 (Karte) | Wohnhaus                              | | 094 76656          | Baudenkmal                   | Wohnhaus                              |
| Friedensstraße 1, 2, 3, 4, 5, 6, 7, 8, 9, 10, 11, 12, 13, 14, 15, 16, 17, 18, 19, 20, 21, 22, 23, Herderstraße 23a, 24, 25, 26, 27, 28, 29, 30, 31, 32, 33, 34, 35, 36, 37, 38, 39, 40, 41, 42, 43, 44, 45 (Karte) | Siedlung                              | | 094 75981          | Denkmalbereich               | BW                                    |
| Friedrich-Ebert-Straße, Karlstraße Straßenecke Karl- und Friedrich-Ebert-Straße (Karte) | Wasserturm                            | Wasserturm | 094 75984          | Baudenkmal                   | Weitere Bilder                        |
| Fritz-Schulenburg-Straße 1, 2, 3, 3a, 4, 5, 6, 7, Rosa-Luxemburg-Straße 1 (Karte) | Straßenzeile                          | | 094 76686          | Denkmalbereich               | BW                                    |
| Fritz-Schulenburg-Straße 15, 22 (Karte) | Häusergruppe                          | | 094 76687          | Baudenkmal                   | BW                                    |
| Gartenstraße 2 (Karte) | Wohnhaus                              | | 094 75286          | Baudenkmal                   | BW                                    |
| Gartenstraße 3 (Karte) | Wohnhaus                              | | 094 75287          | Baudenkmal                   | Wohnhaus                              |
| Grete-Minde-Straße 1 (Karte) | Schule (Hort)                         | Sehschwachenhilfsschule | 094 10627          | Baudenkmal                   | Schule (Hort)                         |
| Grete-Minde-Straße 3 (Karte) | Wohnhaus                              | Wohnhaus | 094 75233          | Baudenkmal                   | Wohnhaus                              |
| Hünerdorfer Straße (Karte) | Torturm                               | | 094 10637          | Baudenkmal                   | Weitere Bilder                        |
| Hünerdorfer Straße Ecke Arneburger Straße (Karte) | Gedenkstein für Friedrich Ludwig Jahn | | 094 76683          | Kleindenkmal                 | Gedenkstein für Friedrich Ludwig Jahn |
| Hünerdorfer Straße 14 (Karte) | Wohnhaus                              | | 094 18330          | Baudenkmal                   | Wohnhaus                              |
| Hünerdorfer Straße 16 (Karte) | Torhaus                               | | 094 18331          | Baudenkmal                   | Torhaus                               |
| Hünerdorfer Straße 22 (Karte) | Wohnhaus                              | | 094 18336          | Baudenkmal                   | Wohnhaus                              |
| Hünerdorfer Straße 78 (Karte) | Wohnhaus                              | | 094 76386          | Baudenkmal                   | Wohnhaus                              |
| Hünerdorfer Straße 79 (Karte) | Wohnhaus                              | | 094 76387          | Baudenkmal                   | Wohnhaus                              |
| Hünerdorfer Straße 83 (Karte) | Wohnhaus                              | | 094 18339          | Baudenkmal                   | Wohnhaus                              |
| Hünerdorfer Straße 84 (Karte) | Wohnhaus                              | | 094 18340          | Baudenkmal                   | Wohnhaus                              |
| Hünerdorfer Straße 85 (Karte) | Wohnhaus                              | | 094 18341          | Baudenkmal                   | Wohnhaus                              |
| Hünerdorfer Straße 92 (Karte) | Wohnhaus                              | | 094 18346          | Baudenkmal                   | Wohnhaus                              |
| Hünerdorfer Straße 96 (Karte) | Wohnhaus                              | | 094 18349          | Baudenkmal                   | Wohnhaus                              |
| Hünerdorfer Straße 97 (Karte) | Wohnhaus                              | | 094 18350          | Baudenkmal                   | Wohnhaus                              |
| Hünerdorfer Straße 98 (Karte) | Wohnhaus                              | | 094 18351          | Baudenkmal                   | Wohnhaus                              |
| Hünerdorfer Straße 100 (Karte) | Wohn- und Geschäftshaus               | | 094 18353          | Baudenkmal                   | Wohn- und Geschäftshaus               |
| Kirchstraße (Karte) | Kirche                                | Evangelische St.-Stephan-Kirche | 094 18357          | Baudenkmal                   | Weitere Bilder                        |
| Kirchstraße 3 (Karte) | Wohnhaus                              | | 094 18359          | Baudenkmal                   | Wohnhaus                              |
| Kirchstraße 3a (Karte) | Speicher                              | | 094 18360          | Baudenkmal                   | Speicher                              |
| Kirchstraße 4 (Karte) | Wohnhaus                              | | 094 18361          | Baudenkmal                   | Wohnhaus                              |
| Kirchstraße 17 (Karte) | Schmiede                              | Kupferschmiedewerkstatt | 094 18363          | Baudenkmal                   | Schmiede                              |
| Kirchstraße 18 (Karte) | Wohnhaus                              | | 094 18364          | Baudenkmal                   | Wohnhaus                              |
| Kirchstraße 19 (Karte) | Wohnhaus                              | | 094 18365          | Baudenkmal                   | Wohnhaus                              |
| Kirchstraße 20 (Karte) | Bürgerhaus                            | | 094 18366          | Baudenkmal                   | Bürgerhaus                            |
| Kirchstraße 23 (Karte) | Bürgerhaus                            | | 094 18367          | Baudenkmal                   | Bürgerhaus                            |
| Kirchstraße 31 (Karte) | Bürgerhaus                            | | 094 18368          | Baudenkmal                   | Bürgerhaus                            |
| Kirchstraße 37 (Karte) | Wohn- und Geschäftshaus               | | 094 18369          | Baudenkmal                   | Wohn- und Geschäftshaus               |
| Kirchstraße 39 (Karte) | Wohnhaus                              | Wohnhaus | 094 18370          | Baudenkmal                   | Wohnhaus                              |
| Kirchstraße 40 (Karte) | Wohnhaus Kirchstraße 40               | Wohnhaus | 094 18371          | Baudenkmal                   | Weitere Bilder                        |
| Kirchstraße 45 (Karte) | Bürgerhaus                            | Bürgerhaus | 094 18373          | Baudenkmal                   | Bürgerhaus                            |
| Kirchstraße 48 (Karte) | Bürgerhaus                            | | 094 18375          | Baudenkmal                   | Bürgerhaus                            |
| Kirchstraße 54 (Karte) | Wohnhaus                              | | 094 18377          | Baudenkmal                   | Wohnhaus                              |
| Kirchstraße 55 (Karte) | Wohnhaus                              | | 094 18378          | Baudenkmal                   | Wohnhaus                              |
| Kirchstraße 56 (Karte) | Bürgerhaus                            | | 094 18379          | Baudenkmal                   | Bürgerhaus                            |
| Kirchstraße 57 (Karte) | Bürgerhaus                            | | 094 18380          | Baudenkmal                   | Bürgerhaus                            |
| Kirchstraße 59 (Karte) | Bürgerhaus                            | | 094 18381          | Baudenkmal                   | Bürgerhaus                            |
| Kirchstraße 60 (Karte) | Wohnhaus                              | | 094 76658          | Baudenkmal                   | Wohnhaus                              |
| Kirchstraße 62 (Karte) | Wohnhaus                              | | 094 18382          | Baudenkmal                   | Wohnhaus                              |
| Kirchstraße 63, 64 (Karte) | Wohnhaus                              | | 094 18383          | Baudenkmal                   | Wohnhaus                              |
| Kleine Fischerstraße 4 (Karte) | Wohnhaus                              | | 094 75636          | Baudenkmal                   | Wohnhaus                              |
| Lange Fischerstraße 16 (Karte) | Wohnhaus                              | | 094 18401          | Baudenkmal                   | Wohnhaus                              |
| Lange Fischerstraße 19 (Karte) | Wohnhaus                              | | 094 75353          | Baudenkmal                   | Wohnhaus                              |
| Lange Fischerstraße 37 (Karte) | Wohnhaus                              | | 094 18409          | Baudenkmal                   | Wohnhaus                              |
| Lange Straße 1 (Karte) | Kirche                                | St. Nikolai | 094 09942          | Baudenkmal                   | Kirche                                |
| Lange Straße 31 (Karte) | Wohnhaus                              | | 094 18386          | Baudenkmal                   | Wohnhaus                              |
| Lange Straße 36 (Karte) | Wohnhaus                              | | 094 18387          | Baudenkmal                   | Wohnhaus                              |
| Lange Straße 39 (Karte) | Wohnhaus                              | | 094 15911          | Baudenkmal                   | Wohnhaus                              |
| Lange Straße 42 (Karte) | Bürgerhaus                            | | 094 18390          | Baudenkmal                   | Bürgerhaus                            |
| Lange Straße 43 (Karte) | Bürgerhaus                            | | 094 18391          | Baudenkmal                   | Bürgerhaus                            |
| Lange Straße 45 (Karte) | Bürgerhaus                            | | 094 18392          | Baudenkmal                   | Bürgerhaus                            |
| Lange Straße 46 (Karte) | Bürgerhaus                            | | 094 18393          | Baudenkmal                   | Bürgerhaus                            |
| Lange Straße 47 (Karte) | Bürgerhaus                            | | 094 18394          | Baudenkmal                   | Bürgerhaus                            |
| Lange Straße 53 (Karte) | Apotheke                              | Adlerapotheke | 094 18395          | Baudenkmal                   | Apotheke                              |
| Lange Straße 54 (Karte) | Wohnhaus                              | | 094 18396          | Baudenkmal                   | Wohnhaus                              |
| Lange Straße 55 (Karte) | Wohn- und Geschäftshaus               | | 094 76216          | Baudenkmal                   | Wohn- und Geschäftshaus               |
| Lange Straße 60 (Karte) | Wohnhaus                              | | 094 18398          | Baudenkmal                   | Wohnhaus                              |
| Lange Straße 61 Ecke Notpforte (Karte) | Verwaltungsgebäude                    | Stadthaus | 094 18399          | Baudenkmal                   | Verwaltungsgebäude                    |
| Lange Straße 64 (Karte) | Wohnhaus                              | | 094 18400          | Baudenkmal                   | Wohnhaus                              |
| Lange Straße 67/68 (Karte) | Wohnhaus                              | | 094 75320          | Baudenkmal                   | Wohnhaus                              |
| Lange Straße 70 (Karte) | Bürgerhaus                            | | 094 18402          | Baudenkmal                   | Bürgerhaus                            |
| Lange Straße 71 (Karte) | Bürgerhaus                            | | 094 18403          | Baudenkmal                   | Bürgerhaus                            |
| Lange Straße 74 (Karte) | Postamt                               | | 094 76323          | Baudenkmal                   | Postamt                               |
| Lange Straße 77 (Karte) | Bürgerhaus                            | | 094 18405          | Baudenkmal                   | Bürgerhaus                            |
| Lange Straße 78 (Karte) | Bürgerhaus                            | Bürgerhaus | 094 18406          | Baudenkmal                   | Bürgerhaus                            |
| Lange Straße 79 (Karte) | Bürgerhaus                            | Bürgerhaus | 094 18407          | Baudenkmal                   | Bürgerhaus                            |
| Lindenstraße 44, 48 landseitig vor dem Stadtbefestigungsring (Karte) | Diesterweg-Gymnasium                  | Schule dreigeschossiger Backsteinbau von 1895/1896                                                                                                 | 094 18412          | Baudenkmal                   | Weitere Bilder                        |
| Lüderitzer Straße 71, 72 südwestlich der Tangermünder Neustadt (Karte) | Tangermünder Aktienbrauerei           | Brauerei | 094 76389          | Baudenkmal                   | Tangermünder Aktienbrauerei           |
| Magdeburger Straße 49 (Karte) | Jüdischer Friedhof                    | Friedhof | 094 75982          | Baudenkmal                   | Weitere Bilder                        |
| Magdeburger Straße 2 (Karte) | Wohnhaus                              | | 094 75288          | Baudenkmal                   | Wohnhaus                              |
| Magdeburger Straße 3 (Karte) | Wohnhaus                              | | 094 75290          | Baudenkmal                   | Wohnhaus                              |
| Magdeburger Straße 9 (Karte) | Wohnhaus                              | | 094 75291          | Baudenkmal                   | Wohnhaus                              |
| Magdeburger Straße 10 (Karte) | Wohnhaus                              | | 094 75292          | Baudenkmal                   | Wohnhaus                              |
| Magdeburger Straße 11 (Karte) | Wohnhaus                              | | 094 75293          | Baudenkmal                   | Wohnhaus                              |
| Magdeburger Straße 12 (Karte) | Wohnhaus                              | | 094 75294          | Baudenkmal                   | Wohnhaus                              |
| Magdeburger Straße 27 (Karte) | Wohnhaus                              | | 094 75296          | Baudenkmal                   | Wohnhaus                              |
| Magdeburger Straße 61 (Karte) | Wohnhaus                              | Wohnhaus | 094 75297          | Baudenkmal                   | Wohnhaus                              |
| Markt (Karte) | Rathaus Tangermünde                   | Rathaus | 094 09410          | Baudenkmal                   | Weitere Bilder                        |
| Mittelstraße 1 (Karte) | Wohnhaus                              | | 094 75299          | Baudenkmal                   | Wohnhaus                              |
| Mittelstraße 3 (Karte) | Wohnhaus                              | | 094 75300          | Baudenkmal                   | BW                                    |
| Mittelstraße 7 (Karte) | Wohnhaus                              | | 094 75301          | Baudenkmal                   | Wohnhaus                              |
| Mittelstraße 9 (Karte) | Wohnhaus                              | Wohnhaus | 094 75302          | Baudenkmal                   | Wohnhaus                              |
| Mittelstraße 11 (Karte) | Wohnhaus                              | | 094 75303          | Baudenkmal                   | Wohnhaus                              |
| Mittelstraße 22 (Karte) | Wohnhaus                              | Wohnhaus | 094 75304          | Baudenkmal                   | Wohnhaus                              |
| Mittelstraße 26 (Karte) | Wohnhaus                              | Wohnhaus | 094 75306          | Baudenkmal                   | Wohnhaus                              |
| Pfarrhof 6 (Karte) | Superintendentur                      | Superintendentur | 094 10061          | Baudenkmal                   | Superintendentur                      |
| Pfarrhof 7 (Karte) | Schule                                | Schule | 094 76390          | Baudenkmal                   | Schule                                |
| Schloßfreiheit 2 (Karte) | Gasthof                               | Gasthof | 094 09391          | Baudenkmal                   | Gasthof                               |
| Schloßfreiheit 3 (Karte) | Kurfürstliches Elbzollamt             | Wohnhaus zweigeschossiges Wohngebäude aus der Zeit nach 1678, ursprünglich als Elbzollamt genutzt                                                  | 094 76388          | Baudenkmal                   | Kurfürstliches Elbzollamt             |
| Schloßfreiheit 4 (Karte) | Burglehnhof                           | Amtshof Hofanlage aus der Zeit um 1540 mit barocker Tür aus dem 18. Jahrhundert                                                                    | 094 09417          | Baudenkmal                   | Burglehnhof                           |
| Schloßfreiheit 5 (Karte) | Burgmuseum Schloßfreiheit             | Wohnhaus zweigeschossiges ehemaliges Wohngebäude aus dem Jahr 1543 mit massivem Erd- und Fachwerkobergeschoss, seit 1998 als Burgmuseum in Nutzung | 094 09885          | Baudenkmal                   | Burgmuseum Schloßfreiheit             |
| Schloßfreiheit 7 Bergsporn am Burgberg (Karte) | Kaiser-Wilhelm-Krankenhaus            | Krankenhaus | 094 76725          | Baudenkmal                   | BW                                    |
| Stendaler Straße (Karte) | Friedhof Tangermünde                  | Friedhof | 094 10626          | Baudenkmal                   | Friedhof Tangermünde                  |
| Stendaler Straße 32 (Karte) | Molkerei                              | Molkerei | 094 15986          | Baudenkmal                   | Molkerei                              |
| Stendaler Straße 41 (Karte) | Wohnhaus                              | Wohnhaus | 094 75307          | Baudenkmal                   | BW                                    |
| Stendaler Straße 42 (Karte) | Wohnhaus                              | Wohnhaus | 094 75308          | Baudenkmal                   | BW                                    |
| Stendaler Straße 46 (Karte) | Wohnhaus                              | Wohnhaus | 094 75309          | Baudenkmal                   | Wohnhaus                              |
| Stendaler Straße 47 (Karte) | Wohnhaus                              | Wohnhaus | 094 75310          | Baudenkmal                   | Wohnhaus                              |
| Stendaler Straße 51 (Karte) | Wohnhaus                              | Wohnhaus | 094 75311          | Baudenkmal                   | Wohnhaus                              |
| Stendaler Straße 59 (Karte) | Wohnhaus                              | Wohnhaus | 094 75312          | Baudenkmal                   | Wohnhaus                              |
| Stendaler Straße 61 (Karte) | Wohnhaus                              | Wohnhaus | 094 76371          | Baudenkmal                   | Wohnhaus                              |
| Stendaler Straße 62 (Karte) | Torschreiberhäuschen                  | Wohnhaus | 094 76659          | Baudenkmal                   | Torschreiberhäuschen                  |
| Stendaler Straße 66 (Karte) | Wohnhaus                              | Wohnhaus | 094 75313          | Baudenkmal                   | Wohnhaus                              |
| Töpferstraße 8 östlicher Blickpunkt der Neuen Straße (Karte) | Wohnhaus                              | Wohnhaus | 094 75789          | Baudenkmal                   | BW                                    |
| Töpferstraße 11 (Karte) | Wohnhaus                              | Wohnhaus | 094 15988          | Baudenkmal                   | BW                                    |
| Zollensteig 1 (Karte) | Wohnhaus                              | | 094 17801          | Baudenkmal                   | Wohnhaus                              |
| Zollensteig 4 (Karte) | Wohnhaus                              | Wohnhaus | 094 18162          | Baudenkmal                   | Wohnhaus                              |
| Zollensteig 10 (Karte) | Wohnhaus                              | | 094 18418          | Baudenkmal                   | Wohnhaus                              |
| Zollensteig 11 (Karte) | Wohnhaus                              | Wohnhaus | 094 18419          | Baudenkmal                   | Wohnhaus                              |
| Zollensteig 12 (Karte) | Wohnhaus                              | Wohnhaus | 094 18420          | Baudenkmal                   | Wohnhaus                              |
| Zollensteig 13 (Karte) | Wohnhaus                              | Wohnhaus | 094 18421          | Baudenkmal                   | Wohnhaus                              |
| Zollensteig 14 (Karte) | Wohnhaus                              | Wohnhaus | 094 75234          | Baudenkmal                   | Wohnhaus                              |
| Zollensteig 20 (Karte) | Kapelle                               | Kapelle des St.-Elisabeth-Hospitals (Salzkirche)                                                                                                   | 094 18423          | Baudenkmal                   | Weitere Bilder                        |

### Billberge
| Lage                 | Bezeichnung | Beschreibung        | Erfassungs- nummer | Ausweisungsart | Bild      |
| -------------------- | ----------- | ------------------- | ------------------ | -------------- | --------- |
| beim Gutshof (Karte) | Kirche      |                     | 094 76723          | Baudenkmal     | BW        |
| Brunnenweg (Karte)   | Rittergut   | Rittergut Billberge | 094 18506          | Baudenkmal     | Rittergut |
| Brunnenweg (Karte)   | Denkmal     |                     | 094 76724          | Kleindenkmal   | BW        |

### Buch
| Lage | Bezeichnung | Beschreibung  | Erfassungs- nummer | Ausweisungsart | Bild           |
| --- | ----------- | ------------- | ------------------ | -------------- | -------------- |
| Breite Straße Querstraße (Karte)                                                                                       | Denkmal     | Roland        | 094 18440          | Baudenkmal     | Denkmal        |
| Chausseestraße (Karte)                                                                                                 | Mühle       | Turmwindmühle | 094 18441          | Baudenkmal     | Mühle          |
| Querstraße (Karte) | Kirche      |               | 094 18439          | Baudenkmal     | Weitere Bilder |
| Querstraße 26 an der Straße in Richtung Schelldorf auf einer leichten Geländeanhebung zwischen Kirche und Burg (Karte) | Wohnhaus    |               | 094 18442          | Baudenkmal     | BW             |

### Bölsdorf
| Lage                                                        | Bezeichnung    | Beschreibung                     | Erfassungs- nummer | Ausweisungsart | Bild         |
| ----------------------------------------------------------- | -------------- | -------------------------------- | ------------------ | -------------- | ------------ |
| Landesstraße 31 ca. 2,5 km südwestlich der Ortslage (Karte) | Distanzstein   |                                  | 094 30594          | Kleindenkmal   | Distanzstein |
| Dorfstraße (Karte)                                          | Kirche         | Evangelische Dorfkirche Bölsdorf | 094 18443          | Baudenkmal     | Kirche       |
| Dorfstraße (Karte)                                          | Kriegerdenkmal |                                  | 094 30595          | Kleindenkmal   | BW           |

### Grobleben
| Lage                  | Bezeichnung | Beschreibung | Erfassungs- nummer | Ausweisungsart | Bild |
| --------------------- | ----------- | ------------ | ------------------ | -------------- | ---- |
| Dorfstraße (Karte)    | Kirche      |              | 094 18466          | Baudenkmal     | BW   |
| Dorfstraße 31 (Karte) | Wohnhaus    |              | 094 76706          | Baudenkmal     | BW   |

### Hämerten
| Lage                                                                                         | Bezeichnung    | Beschreibung                         | Erfassungs- nummer | Ausweisungsart | Bild           |
| -------------------------------------------------------------------------------------------- | -------------- | ------------------------------------ | ------------------ | -------------- | -------------- |
| Dorfstraße (Karte)                                                                           | Kirche         |                                      | 094 75935          | Baudenkmal     | Weitere Bilder |
| Dorfstraße westlicher Ortsausgang, südliche Straßenseite (Karte)                             | Distanzstein   | Preußischer Rundsockelstein (0941)   | 094 75933          | Kleindenkmal   | Distanzstein   |
| Dorfstraße (jetzt: Am Meilenstein) (Karte)                                                   | Distanzstein   | Preußischer Ganzmeilenobelisk (0933) | 094 76728          | Kleindenkmal   | Distanzstein   |
| Dorfstraße (jetzt: Am Meilenstein) (Karte)                                                   | Kriegerdenkmal |                                      | 094 76717          | Kleindenkmal   | Kriegerdenkmal |
| Dorfstraße (jetzt: Am Meilenstein) am nördlichen Ortsausgang, westliche Straßenseite (Karte) | Wegweiser      |                                      | 094 75936          | Kleindenkmal   | BW             |

### Köckte
| Lage                 | Bezeichnung | Beschreibung                    | Erfassungs- nummer | Ausweisungsart               | Bild   |
| -------------------- | ----------- | ------------------------------- | ------------------ | ---------------------------- | ------ |
| Lindenstraße (Karte) | Herrenhaus  | Herrenhaus                      | 094 18445          | Baudenkmal                   | BW     |
| Lindenstraße (Karte) | Park        | Park                            | 094 18445 001      | Teilobjekt eines Baudenkmals | BW     |
| Lindenstraße (Karte) | Kirche      | Evangelische Gutskapelle Köckte | 094 18444          | Baudenkmal                   | Kirche |

### Langensalzwedel
| Lage               | Bezeichnung | Beschreibung               | Erfassungs- nummer | Ausweisungsart | Bild   |
| ------------------ | ----------- | -------------------------- | ------------------ | -------------- | ------ |
| Dorfstraße (Karte) | Kirche      | Dorfkirche Langensalzwedel | 094 18480          | Baudenkmal     | Kirche |

### Miltern
| Lage                                          | Bezeichnung            | Beschreibung                                                              | Erfassungs- nummer | Ausweisungsart | Bild                   |
| --------------------------------------------- | ---------------------- | ------------------------------------------------------------------------- | ------------------ | -------------- | ---------------------- |
| nördlich des Bahngleises an der B 188 (Karte) | Wegweiser              | Wegweiser                                                                 | 094 76716          | Kleindenkmal   | Wegweiser              |
| Dorfstraße 22 (Karte)                         | Wohnhaus               | Wohnhaus                                                                  | 094 75717          | Baudenkmal     | Wohnhaus               |
| Dorfstraße 46, 46a (Karte)                    | Wohnhaus               | Wohnhaus                                                                  | 094 18488          | Baudenkmal     | Wohnhaus               |
| Dorfstraße 48 (Karte)                         | Dorfkirche Miltern     | Kirche romanische Kirche aus dem 13. Jahrhundert                          | 094 18486          | Baudenkmal     | Weitere Bilder         |
| Dorfstraße 48 (Karte)                         | Kriegerdenkmal Miltern | Kriegerdenkmal Denkmal von 1920 für die Gefallenen des Ersten Weltkrieges | 094 76715          | Kleindenkmal   | Kriegerdenkmal Miltern |

### Storkau (Elbe)
| Lage                                                | Bezeichnung            | Beschreibung                                    | Erfassungs- nummer | Ausweisungsart               | Bild                   |
| --------------------------------------------------- | ---------------------- | ----------------------------------------------- | ------------------ | ---------------------------- | ---------------------- |
| Billberger Straße Ecke Stendaler Weg (Karte)        | Distanzstein           | Distanzstein Preußischer Rundsockelstein (0288) | 094 76720          | Kleindenkmal                 | Distanzstein           |
| Storkauer Dorfstraße (Karte)                        | Gutshof                |                                                 | 094 76721          | Baudenkmal                   | BW                     |
| Storkauer Dorfstraße (Karte)                        | Kirche                 | ev. Kirche St. Maria und Laurentius             | 094 18504          | Baudenkmal                   | Weitere Bilder         |
| Storkauer Dorfstraße Ecke Billberger Straße (Karte) | Kriegerdenkmal Storkau | Kriegerdenkmal                                  | 094 76722          | Kleindenkmal                 | Kriegerdenkmal Storkau |
| Im Park (Karte)                                     | Schloss Storkau        | Rittergut                                       | 094 18505          | Baudenkmal                   | Weitere Bilder         |
| Im Park                                             | Park                   | Park                                            | 094 18505 001      | Teilobjekt eines Baudenkmals |                        |

## Ehemalige Kulturdenkmale nach Ortsteilen
Die nachfolgenden Objekte waren ursprünglich ebenfalls denkmalgeschützt oder wurden in der Literatur als Kulturdenkmale geführt. Die Denkmale bestehen heute jedoch nicht mehr, ihre Unterschutzstellung wurde aufgehoben oder sie werden nicht mehr als Denkmale betrachtet.

### Grobleben
| Lage             | Bezeichnung | Beschreibung | Erfassungs- nummer | Ausweisungsart | Bild |
| ---------------- | ----------- | ------------ | ------------------ | -------------- | ---- |
| Dorfstraße 29,30 | Wohnhaus    |              | 094 76705          |                |      |

### Tangermünde
| Lage                   | Bezeichnung        | Beschreibung                  | Erfassungs- nummer | Ausweisungsart | Bild     |
| ---------------------- | ------------------ | ----------------------------- | ------------------ | -------------- | -------- |
| , Altstadt             | Altstadt           | Altstadtgrundriß              | 094 18318          |                |          |
| Heerener Straße 45     | Kirche             |                               | 094 76657          |                |          |
| Hünerdorfer Straße 89  | Wohnhaus           |                               | 094 18344          |                |          |
| Kirchstraße 1          | Bürgerhaus         |                               | 094 18358          |                |          |
| Kirchstraße 6          | Bürgerhaus         |                               | 094 18362          |                |          |
| Kirchstraße 41         | Bürgerhaus         |                               | 094 18372          |                |          |
| Kirchstraße 47         | Bürgerhaus         |                               | 094 18374          |                |          |
| Kirchstraße 51         | Wohnhaus           |                               | 094 18376          |                |          |
| Kleine Fischerstraße 3 | Bürgerhaus         |                               | 094 18385          |                |          |
| Lange Fischerstraße 33 | Wohnhaus           |                               | 094 18408          |                |          |
| Lange Fischerstraße 59 | Wirtschaftsgebäude |                               | 094 18410          |                |          |
| Lange Straße 29        | Bürgerhaus         |                               | 094 10026          |                |          |
| Lange Straße 33        | Wohnhaus           |                               | 094 10029          |                |          |
| Lange Straße 37        | Bürgerhaus         |                               | 094 18388          |                |          |
| Lange Straße 38        | Wohnhaus           |                               | 094 18389          |                |          |
| Lange Straße 59        | Bürgerhaus         |                               | 094 18397          |                |          |
| Lange Straße 75        | Bürgerhaus         |                               | 094 18404          |                |          |
| Lindenstraße           | Ehrenmal           | Ernst-Thälmann-Gedenkstätte   | 094 18411          |                |          |
| Magdeburger Straße 15  | Bauernhof          |                               | 094 75295          |                |          |
| Magdeburger Straße 66  | Wohnhaus           |                               | 094 75298          |                |          |
| Mittelstraße 23        | Wohnhaus           |                               | 094 75305          |                |          |
| Neue Straße 50         | Wohnhaus           |                               | 094 10038          |                |          |
| Reuterstraße 2         | Wohnhaus           | Reuterbude                    | 094 06238          |                |          |
| Reuterstraße 3         | Wohnhaus           | Reuterbude                    | 094 09360          |                |          |
| Schloßfreiheit (Karte) | Denkmal            |                               | 094 10451          |                | Denkmal  |
| Schloßfreiheit (Karte) | Denkmal            |                               | 094 10625          |                | Denkmal  |
| Schloßfreiheit (Karte) | Mauer              | Burgmauer                     | 094 18324          |                | Mauer    |
| Schloßfreiheit (Karte) | Saalbau            | sog. Kanzlei                  | 094 18325          |                | Saalbau  |
| Schloßfreiheit (Karte) | Torturm            | Gefängnisturm                 | 094 10434          |                | Torturm  |
| Schloßfreiheit (Karte) | Wehrturm           | Kapitelturm                   | 094 18326          |                | Wehrturm |
| Ulrichstraße 53        | Fabrik             | Schokoladenfabrik Tangermünde | 094 76730          |                |          |
| Zollensteig 7          | Wohnhaus           |                               | 094 18415          |                |          |

## Legende
In den Spalten befinden sich folgende Informationen:
- Lage: Nennt den Straßennamen und wenn vorhanden die Hausnummer des Kulturdenkmals. Die Grundsortierung der Liste erfolgt nach dieser Adresse. Der Link „Karte“ führt zu verschiedenen Kartendarstellungen und nennt die geographischen Koordinaten.
Link zu einem Kartenansichtstool, um Koordinaten zu setzen. In der Kartenansicht sind Baudenkmale ohne Koordinaten mit einem roten bzw. orangen Marker dargestellt und können in der Karte gesetzt werden. Baudenkmale ohne Bild sind mit einem blauen bzw. roten Marker gekennzeichnet, Baudenkmale mit Bild mit einem grünen bzw. orangen Marker.
- Offizielle Bezeichnung: Nennt den Namen, die Bezeichnung oder zumindest die Art des Kulturdenkmals und verlinkt, soweit vorhanden, auf den Artikel zum Objekt.
- Beschreibung: Nennt bauliche und geschichtliche Einzelheiten des Kulturdenkmals, vorzugsweise die Denkmaleigenschaften.
- Erfassungsnummer: Für jedes Kulturdenkmal wird in Sachsen-Anhalt eine 20stellige Erfassungsnummer vergeben. Die letzten zwölf Ziffern werden für die Untergliederung nach Teilobjekten genutzt und werden nur angegeben, soweit vergeben. In dieser Spalte kann sich folgendes Icon  befinden, dies führt zu Angaben zu diesem Baudenkmal bei Wikidata.
- Ausweisungsart: Die Einordnung des Denkmales nach § 2 Abs. 2 DenkmSchG LSA
- Bild: Ein Bild des Denkmales, und gegebenenfalls einen Link zu weiteren Fotos des Kulturdenkmals im Medienarchiv Wikimedia Commons. Wenn man auf das Kamerasymbol klickt, können Fotos zu Kulturdenkmalen aus dieser Liste hochgeladen werden: